# (37544) 1981 EY16
1981 EY16 (asteroide 37544) é um asteroide da cintura principal. Possui uma excentricidade de 0.15324880 e uma inclinação de 3.23968º.
Este asteroide foi descoberto no dia 6 de março de 1981 por Schelte J. Bus em Siding Spring.